# Basilio Vatatzes
Basilio Vatatzes (in greco Βασίλειος Βατάτζης?, Vasileios Vatatzes; ... – Arcadiopoli, 1194) era un comandante militare bizantino, probabilmente il padre dell'imperatore di Nicea Giovanni III Vatatze.

## Biografia

### Origine e gioventù
Vatatzes era di bassa estrazione, proveniente dalla regione di Adrianopoli e Didymoteicho. Probabilmente entrò nell'esercito militare sotto l'imperatore Manuele I Comneno (r. 1143-1180), ma i dettagli dei suoi primi anni di vita non sono conosciuti. Sembra che abbia raggiunto una posizione di rilievo tale da essere sposato, intorno al 1187, con una figlia di cui non si conosce il nome di Isacco Angelos Ducas, zio dell'imperatore Isacco II Angelo (r. 1185-1195, 1203-1204). Sposato con una cugina dell'imperatore, Vatatzes divenne improvvisamente un membro dell'aristocrazia di alto rango: fu insignito del rango di sebastos e gli si aprì la strada verso alti comandi militari.

### Estromissione di Teodoro Mangafa
La sua prima carica dopo il matrimonio fu probabilmente quella di governatore militare (doux) della piccola provincia di Mylasa e Melanoudion, di cui si conosce il mandato nell'agosto del 1189. Da lì fu promosso a "Gran Domestico d'Oriente" e governatore del grande Thema di Thrakesion.
In questa veste dovette affrontare l'usurpatore Teodoro Mangafa. Mangafa aveva scatenato una ribellione intorno al 1188, quando si era proclamato imperatore a Filadelfia. La rivolta ebbe breve durata, poiché Isacco II assediò la città e costrinse Mangafa a sottomettersi, ma quest'ultimo fu graziato e gli fu permesso di continuare a essere governatore della città.
Nonostante questo, attorno al 1192-1193, Basilio Vatatzes fu inviato contro Teodoro Mangafa, che si era nuovamente ribellato. Questa volta Vataztes pose fine efficacemente alla ribellione e costrinse l'usurpatore a fuggire alla corte dei turchi selgiuchidi a Iconio.

### Ribellione bulgara
Poco dopo fu nominato Domestico d'Occidente (come il suo contemporaneo e co-comandante, Alessio Gidos, non è chiaro se fosse un vero e proprio Gran domestico o semplicemente Domestico), con sede ad Adrianopoli. Il suo compito principale era quello di affrontare la ribellione bulgara in corso nei Balcani settentrionali.
Nel 1193 rifiutò qualsiasi sostegno militare alla ribellione del cognato Costantino Angelo Ducas, cugino dell'imperatore e comandante delle armate bizantine a Filippopoli. Ducas si proclamò imperatore e fece marciare le sue truppe su Adrianopoli, ma fu tradito dai suoi seguaci e si arrese a Isacco II Angelo chiedendo in cambio il perdono.
Nel 1194 Isacco II ordinò a Vatatzes e Gidos una campagna contro i Bulgari. I Bizantini furono sconfitti e Vatatzes fu ucciso nella battaglia di Arcadiopoli.

## Matrimonio e discendenza
Era probabilmente il padre di Giovanni III Ducas Vatatzes, il futuro imperatore di Nicea, così come dei due fratelli maggiori di Giovanni, il sebastocratore Isacco Ducas Vatatzes e un figlio di mezzo di cui non si conosce il nome, la cui figlia sposò il protovestiario Alessio Raulo.